# Јуниверсити Хајтс (Ајова)
Јуниверсити Хајтс (енгл. University Heights) град је у америчкој савезној држави Ајова. По попису становништва из 2010. у њему је живело 1.051 становника.

## Демографија
Према попису становништва из 2010. у граду је живело 1.051 становника, што је 64 (6,5%) становника више него 2000. године.
| Група             | 2000.       | 2010.       |
| Белци             | 934 (94,6%) | 958 (91,2%) |
| Афроамериканци    | 9 (0,9%)    | 11 (1,0%)   |
| Азијати           | 12 (1,2%)   | 35 (3,3%)   |
| Хиспаноамериканци | 16 (1,6%)   | 29 (2,8%)   |
| Укупно            | 987         | 1.051       |